# Horagalles

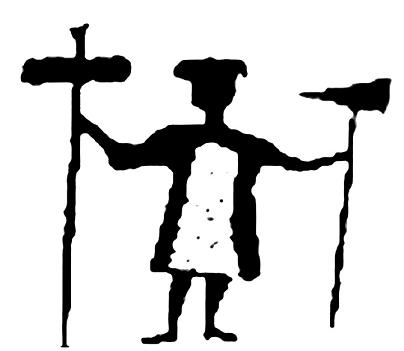
Avbildning av Horagalles på en samisk trumma från Rødøy i Norge.

Horagalles är åskguden i den samiska religionen. Han har makt över liv och död och ses ha varit den viktigaste guden för männen.  Han är också känd under namnen Atja, Bajanolmmai, Dierpmis, Tordöm och Tiermes.

## Namn och ursprung

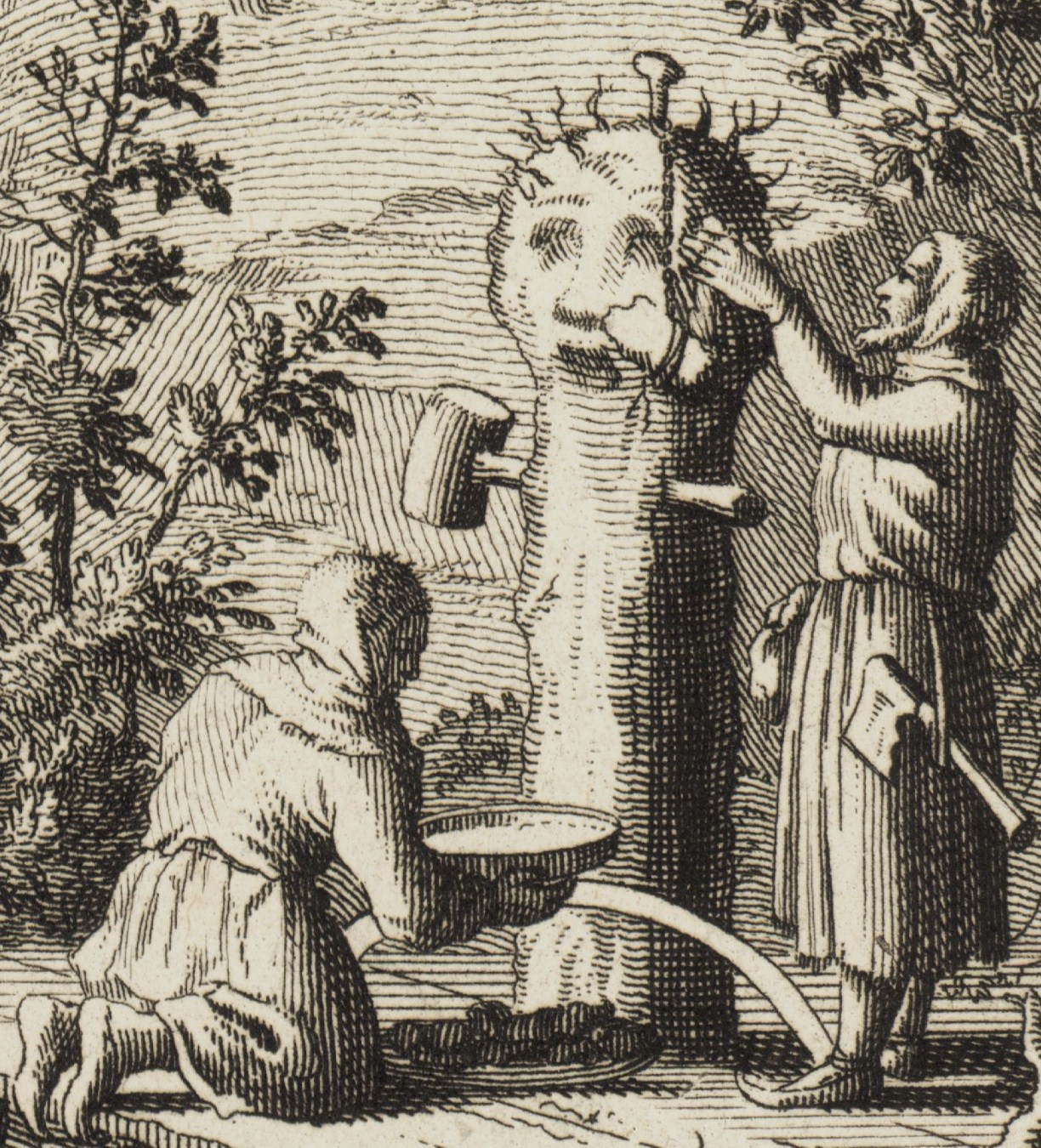
Samer offrar till en avbild av Horagalles eller Tiermes. Av Bernard Picart, publicerad i "Cérémonies et coutumes religieuses de tous les peuples du monde", 1725.

Horagalles är ett lånord från fornnordiskans Þórr Karl vilket betyder "åsk-karl" (Tor-karl). Hans ursprung anses antingen vara gemensamt med Tor eller, i en mer populär teori, ha influerats av kontakt med nordmän på grund av att namnets ursprung är lånord från fornnordiskan och att Horagalles enbart omnämns bland sydsamer.
Andra namn som förekommer för Horagalles är Tiermes, Bájanolmmái och Aijeke. Variationer av dessa namn finns exempelvis i Jukkasjärvi med Pajanolmai ("åskmannen") och i Arjeplog Ahkegas ("lillefar").

## Släktskap och funktion
Horagalles mor var en kvinna som gick vilse i skogen. Hon blev gravid genom djävulen och födde en sten som Gud adopterade som sin son och satte att regera i luften och slå efter djävulen. När syndafloden kom räddade sig guden på en rutten stock.
Horagalles har en dräng, Horanoja som motsvarar Tjalve i nordisk mytologi, och en hund vid namn Starbo. Dessa båda vakar över nåjdens kataleptiska dvala, och om satan vill hindra själen från att återvända till den sovande kroppen anmäler de saken till Horagalles, som då slår ihjäl djävlarna.
Horagalles avbildas med en eller ibland två hammare. På de samiska offerlavarna satt Horagalles jämte vinterguden Jisenolmai och sommarguden Bieggolmai.

## Beskrivning
| ”          | "Han förmenas vara blåklädd, fara i skyn och giva dunderslag och blixt, varföre ock honom till ära en hammare göres av två famnars längd, väl utskuren och påritad, som med blod här och där bestänkes och besmörjes" | „ |
| – (Forbus) | |   |